# Fuldblod
For oplysninger om ordet fuldblod i forbindelse med hesteavl, se Engelsk fuldblod og Araber (hesterace).
Fuldblod er blod med alle dets bestanddele. Fuldblod kan fraktioneres i forskellige dele, for eksempel erytrocytter, blodplasma, blodplader, albumin og koagulationsfaktorer.
| Anatomi | Spire Denne artikel om anatomi er en spire som bør udbygges. Du er velkommen til at hjælpe Wikipedia ved at udvide den. |